# Olive Jean Dunn
Olive Jean Dunn (1 de setembre de 1915 – 12 de gener de 2008) va ser una matemàtica i estadística estatunidenca i professora de bioestadística a la Universitat de Califòrnia a Los Angeles (UCLA). Va descriure els mètodes per calcular intervals de confiança i també va codificar l'aplicació de la correcció de Bonferroni als intervals de confiança. És autora del llibre, Basic Statistics: A Primer for the Biomedical Sciences publicada l'any 1977.

## Educació i trajectòria
Dunn va estudiar Matemàtiques a la UCLA, va completar el grau l'any 1936 i el postgrau l'any 1951. Va obtenir el doctorat en Matemàtiques l'any 1956 també a l'UCLA, amb Paul G. Hoel com a mentor.
El títol de la seva tesi doctoral va ser Estimation problems for dependent regression.
L'any 1956, es va convertir en professora ajudant d'estadística a la Universitat Estatal d'Iowa. Dunn va tornar a l'UCLA al 1959 com a professora ajudant de Bioestadística i professora ajudant de Medicina preventiva i Salut, i més tard es va convertir en professora titular i va servir en aquest càrrec fins a la seva jubilació. Així mateix, va servir en els consells editorials de diverses revistes.

## Contribucions als mètodes estadístics
Alguns dels treballs de 1958 i 1959 de Dunn van conduir a la conjectura de la desigualtat de correlació gaussiana, que va ser demostrada pel matemàtic alemany Thomas Royen l'any 2014 tot i que la seva demostració no seria àmpliament reconeguda fins al 2017.
La dissertació de la seva tesi doctoral va formar la base per al seu desenvolupament continu per a mètodes d'intervals de confiança en bioestadística i en el desenvolupament d'un mètode per corregir múltiples demostracions.
La primera edició del seu llibre de text, Basic statistics: a primer for the biomedical sciences, es va publicar l'any 1977. En edicions posteriors va ser coautora amb una altra professora de l'UCLA, Virginia A. Clark. Dunn i Clark també són coautores d'Applied statistics: an analysis of variance and regression, que també va tenir diverses edicions, amb la incorporació de Ruth M. Mickey.

## Honors
Dunn es va convertir en membre de l'American Statistical Association l'any 1968. També va ser membre de l'Associació Nord-americana per a l'Avanç de la Ciència (AAAS per les seves sigles en anglès) i de l'Associació Estatunidenca de Salut Pública.
A l'octubre de 1974, Dunn va ser nomenada la «dona de ciència de l'any» de l'UCLA, que li va ser atorgat per ser «una dona excel·lent que ha realitzat contribucions significatives en el camp de la ciència».